# Доисторический Египет
Доисторический Египет — период в истории Египта от появления человека до формирования земледельческой египетской цивилизации (Додинастический Египет).
На 42-метровой нильской террасе в районе Бени-Суэйфа были зафиксированы артефакты ашельского облика. Близ некрополя Дейр-эль-Банат в Файюмском оазисе найдены среднепалеолитические типы орудий, изготовленные по технологии Леваллуа.
В Тарамсе (Taramsa Hill) близ Кены найдено погребение подростка, похороненного ок. 68 тыс. лет назад.
Период среднего каменного века Африки (MSA)) представлен в Египте атерийской культурой (90 000 — 40 000 лет назад). 
Поздний каменный век Африки (LSA) представлен в Египте хормусанской культурой (между 40 000 и 30 000 — ок. 18 000 лет назад).
Самым южным местонахождением верхнепалеолитической ахмарской культуры является памятник Абу Ношра (Abu Noshra) на Синае.
Череп Назлет Хатер 2 из местонахождения Назлет Хатер в Южном Египте датируется возрастом 30,36—35,1 тыс. лет. Черепа из Хофмейра в ЮАР (36,2 тыс. л. н.) и Назлет-Хатера в Египте (33 тыс. л. н.) не похожи ни на черепа современных негров, ни на череп Костёнки-14 с Маркиной горы (38,2—36,2 тыс. л. н.). Более того, негроидов в то время в Африке вообще ещё не было.
В Южном Египте в местонахождении Вади-Кубанья был найден скелет человека возрастом 15,8—18,5 тыс. лет, признаки которого описывались как близкие к ранневерхнепалеолитическим европейским типам Пршедмости и мехтоидам.
В период эпипалеолита известны культуры халфская (18 000 — 15 000 до н. э., одна стоянка датируется не позднее 24 000 лет до н. э.), каданская, себиль.
Североегипетская мушабская культура легла в основу палестинского натуфа (XII—X тысяч лет назад), сформировавшую культуру Хариф.
От времени с 9000 по 6000 лет до н. э. не сохранилось почти никаких памятников, если не считать захоронений в Ливийской пустыне в местечке Гебель Рамла.
Возраст петроглифов, изображающих плавающих людей, из пещеры Пловцов, оценивается примерно в 8000 лет.
Неолит отмечен в Нижнем Египте существованием культур Фаюм А (её носители, вероятно, прибыли из стран Плодородного полумесяца, неся с собою достижения Неолитической революции), Меримде (5000—4200 до н. э.), Эль-Омари (5 тыс. до н. э.), Маади-Буто (4000—3400 до н. э.). 

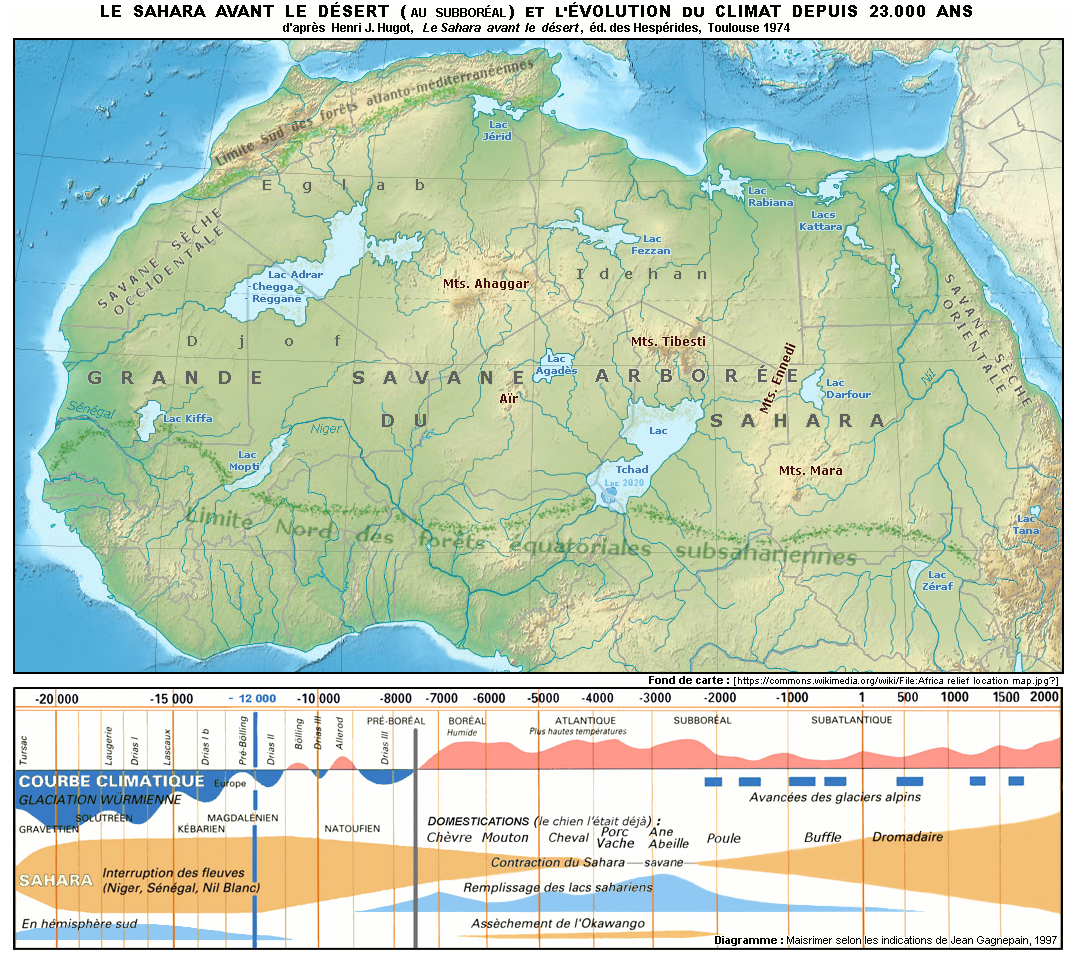
Озеро Каттара в суббореале (до опустынивания Сахары) и эволюция климата за 23 000 лет

Верхнеегипетский неолит представлен культурами: тасийской → бадарийской → амратской → герзейской → Нулевой династией.

## Палеолит
| Палеолит в Египте. 700/500 000—7/6 000 лет назад. Даны ориентировочные временные границы в годах до настоящего времени. |                            | | | | | |
| Периодизация | Периодизация               | Культуры/Индустрии | Культуры/Индустрии | Стоянки/Места находок | Стоянки/Места находок | Локализация |
| Нижний палеолит | 700/500 000 —250 000       | Ашёльская | | находки в оазисе Харга | более 400 000:491 | |
| Нижний палеолит | 700/500 000 —250 000       | Ашёльская | находки в Бир-Кисейба | более 300 000:6 | | |
| Средний палеолит | 250 000—70 000             | Ашёльская | | | | |
| Ранний | 250 000—150 000            | Ашёльская | | | | |
| Средний | 150 000—80 000             | Ашёльская | Бир-Тарфави | 125 000—90 000:6, 57 | Юго-Западный Египет | |
| Средний | 150 000—80 000             | Ашёльская | пещера Содмейн | 115 000:240 | горы у Красного моря | |
| Поздний | 80 000 — 70 000            | Мустьерская | | стоянки Назлет-Сафаха, Бейт-Халлаф 3 | 60 000:266 | |
| Переходные группы | 70 000—50 000              | Tarmasan | | | | |
| Верхний палеолит | 50 000—24 000              | Позднее мустье | | находки в Вади-Куббанийя | 65/45 000:266 | |
| Поздний верхний плейстоцен                                                                                              | Поздний верхний плейстоцен | Позднеашёльская | | стоянка Назлет Хатер 4 | 44/35 000 | Ср. Египет (ок. Тахта) |
| Поздний верхний плейстоцен                                                                                              | Поздний верхний плейстоцен | Шувихатская | 29 700—25 000:286 | стоянка Шувихат 1 | | В. Египет |
| Поздний верхний плейстоцен                                                                                              | Поздний верхний плейстоцен | Хормусийская | 26 300—23 900:11 | | | В. Египет и Нубия |
| Поздний верхний плейстоцен                                                                                              | Поздний верхний плейстоцен | Фахури | 25 000—23 400:13 | | | В. Египет |
| Поздний верхний плейстоцен                                                                                              | Поздний верхний плейстоцен | Куббанийская | 22 500—19 600:13 | | | В. Египет |
| Поздний верхний плейстоцен                                                                                              | Поздний верхний плейстоцен | Идфу | 21 000/20 600—20 200:13 | | | В. Египет |
| Поздний верхний плейстоцен                                                                                              | Поздний верхний плейстоцен | Ballanan-Сильсилийская (pl) | 19 300—18 500/18 100:13 | стоянки Баллана, Тушка, | 19 300—15 500 | В. Египет и Нубия |
| Поздний верхний плейстоцен                                                                                              | Поздний верхний плейстоцен | Ballanan-Сильсилийская (pl) | 19 300—18 500/18 100:13 | Nag el Ezba | | |
| Поздний верхний плейстоцен                                                                                              | Поздний верхний плейстоцен | Себильская | 18 500/18 100—11 400:344 | находки в Ком-Омбо | 20 200:184 | В. Египет и Нубия |
| Поздний верхний плейстоцен                                                                                              | Поздний верхний плейстоцен | Афи | 16 700—14 150:13 | стоянки Makhadma 4, Abu Diyab Shark, El Agamy | | В. Египет |
| Поздний верхний плейстоцен                                                                                              | Поздний верхний плейстоцен | Исна (pl) | 15 100—13 350:13 | стоянка Makhadma 2 | | В. Египет |
| Поздний палеолит | 24 000—10 000              | | | стоянки El Quat, Ezbet Taya, Arab el Abada, El Qat’a, Бейт-Халлаф 2, Adbou el Qurna | | (губ. Сохаг) |
| Гипераридный/«Бешеного Нила»/Аридный периоды                                                                            |                            | | | стоянки El Quat, Ezbet Taya, Arab el Abada, El Qat’a, Бейт-Халлаф 2, Adbou el Qurna | | (губ. Сохаг) |
| Ранний голоцен | 11 000—8000                | Гипотеза 1 — вследствие «влажной фазы» голоцена, в долине Нила наводнения достигали аномальных уровней: 8-9 м выше современной поймы. Гипотеза 2 — накопление аллювиальных почв, происходившее в этот период, покрыло все следы стоянок, которые существовали на узкой пойме. | Гипотеза 1 — вследствие «влажной фазы» голоцена, в долине Нила наводнения достигали аномальных уровней: 8-9 м выше современной поймы. Гипотеза 2 — накопление аллювиальных почв, происходившее в этот период, покрыло все следы стоянок, которые существовали на узкой пойме. | Гипотеза 1 — вследствие «влажной фазы» голоцена, в долине Нила наводнения достигали аномальных уровней: 8-9 м выше современной поймы. Гипотеза 2 — накопление аллювиальных почв, происходившее в этот период, покрыло все следы стоянок, которые существовали на узкой пойме. | Гипотеза 1 — вследствие «влажной фазы» голоцена, в долине Нила наводнения достигали аномальных уровней: 8-9 м выше современной поймы. Гипотеза 2 — накопление аллювиальных почв, происходившее в этот период, покрыло все следы стоянок, которые существовали на узкой пойме. | Гипотеза 1 — вследствие «влажной фазы» голоцена, в долине Нила наводнения достигали аномальных уровней: 8-9 м выше современной поймы. Гипотеза 2 — накопление аллювиальных почв, происходившее в этот период, покрыло все следы стоянок, которые существовали на узкой пойме. |
| Приостановка деятельности человека                                                                                      |                            | Гипотеза 1 — вследствие «влажной фазы» голоцена, в долине Нила наводнения достигали аномальных уровней: 8-9 м выше современной поймы. Гипотеза 2 — накопление аллювиальных почв, происходившее в этот период, покрыло все следы стоянок, которые существовали на узкой пойме. | Гипотеза 1 — вследствие «влажной фазы» голоцена, в долине Нила наводнения достигали аномальных уровней: 8-9 м выше современной поймы. Гипотеза 2 — накопление аллювиальных почв, происходившее в этот период, покрыло все следы стоянок, которые существовали на узкой пойме. | Гипотеза 1 — вследствие «влажной фазы» голоцена, в долине Нила наводнения достигали аномальных уровней: 8-9 м выше современной поймы. Гипотеза 2 — накопление аллювиальных почв, происходившее в этот период, покрыло все следы стоянок, которые существовали на узкой пойме. | Гипотеза 1 — вследствие «влажной фазы» голоцена, в долине Нила наводнения достигали аномальных уровней: 8-9 м выше современной поймы. Гипотеза 2 — накопление аллювиальных почв, происходившее в этот период, покрыло все следы стоянок, которые существовали на узкой пойме. | Гипотеза 1 — вследствие «влажной фазы» голоцена, в долине Нила наводнения достигали аномальных уровней: 8-9 м выше современной поймы. Гипотеза 2 — накопление аллювиальных почв, происходившее в этот период, покрыло все следы стоянок, которые существовали на узкой пойме. |
| Эпипалеолит/Ранний неолит                                                                                               | 8000—6000                  | | | стоянка Arab el Sabaha | | |

## Хронология
| Палеолит | до 5-го тыс. до н. э. | Верхний Египет — был покрыт джунглями и сильно заболочен. |
| Палеолит | до 5-го тыс. до н. э. | Нижний Египет — представлял собой залив Средиземного моря, постепенно становившийся огромным болотом. |
| Мезолит  | до 5-го тыс. до н. э. | Наступает период аридизации. Ок. 8–5 тыс. до н. э. происходит миграция племён из Передней Азии в Северную Африку через Синай и Баб-эль-Мандебский пролив; в Долине Нила в течение веков передвигались, оседали, сталкивались и смешивались самые разные антропологические типы, формируя протоегипетское население. |
| Неолит   | с 5-го тыс. до н. э.  | Верхний Египет — культуры Бадари, Накада Ι, Накада ΙΙ, Накада ΙΙΙ, Тасийская культура. |
| Неолит   | с 5-го тыс. до н. э.  | Нижний Египет — культуры Маади, Меримде, Фаюм А, Эль-Омари. |

- Ок. 8000 — 4000 лет до н. э. Сахару, которая в то время была влажной равниной с саванновой растительностью и достаточным орошением (период неолитического субплювиала), заселяют племена скотоводов, создавшие наскальные рисунки в Тассили. Потомками их становятся гараманты (описанные Геродотом), берберы и туареги. Пустыней Сахара становится в результате наступления более сухого и холодного субарктического климата после 3500 лет до н. э.
- Ок. 7000 лет до н. э. Основы оседлого оросительного земледелия проникают в дельту Нила, дав начало развитию египетской культуры (Египет, по Геродоту, — «дар Нила»).
- Ок. 5000 — 3600 лет до н. э. Первый додинастический период в Египте (др.-египетское самоназвание Та-Кемет — «чёрный»). Возникают Файюмская, Бадарийская, Тасийская и Амратская (Накада I) культуры. Начало разложения родоплеменных отношений. В долине Нила постепенно развивается ирригационное земледелие. Египтяне осваивают гончарное дело и ткачество, несколько позже — обработку меди и других металлов.
- Ок. 5000 лет до н. э. В Египте впервые приручена ливийская буланая кошка, ставшая впоследствии священным животным богини Баст (Бастет).
- Ок. 5000 лет до н. э. Создано первое известное нам изображение паруса (Нубийская пустыня на юге Египта).
- 4241 год до н. э. Начало цикла звезды Сотис (Сириус) — введение 365-дневного календаря.
- Ок. 4000 лет до н. э. Начало медного века в Египте.
- Ок. 3600 — 3120 лет до н. э. Второй додинастический период в Египте. Культура Герзе (Накада II). Сложилась имущественная дифференциация. Возникновение номовых государств.
- 3600 до н. э. — 3400 лет до н. э. Развитие древнеегипетской цивилизации в долине Нила как ответ на наступление песков Сахары.
- Ок. 3300—3150 лет до н. э. Нулевая династия: создание в Египте (возможно, под влиянием импульса из Месопотамии) на основе номов Верхнего (главные центры Абидос и Иераконполь) и Нижнего (столица Буто) царств. Появление египетской иероглифической письменности (согласно легенде, подарена людям богом Тотом), расшифрованной французом Жаном Франсуа Шампольоном (1790—1832) после 23 декабря 1821 года на основе Розеттского камня (196 до н. э.).
- Ок. 3300—2900 лет до н. э. Начало бронзового века в Египте.
- Ок. 3200 лет до н. э. Египтяне определяют продолжительность года в 365 дней по наводнениям Нила и восходу Сириуса.
- Ок. 3150 лет до н. э. Начало борьбы между Верхним и Нижним царствами за гегемонию в долине Нила.